# Izabela Lubomirska
Izabela Elena Anna Czartoryska (Varsóvia, 21 de maio de 1736 – Viena, 11 de novembro de 1816) foi uma nobre, mecenas e ativista polonesa. Conhecida pela epiteto de "Marquesa Azul" devido ao seu amor pela cor, foi uma das grandes damas da república nos anos finais da Comunidade das Duas Nações.
Prima e outrora primeiro amor do rei Estanislau II da Polônia foi uma de suas maiores opositoras políticas.

## Biografia
Por Marcello Bacciarelli, 1757

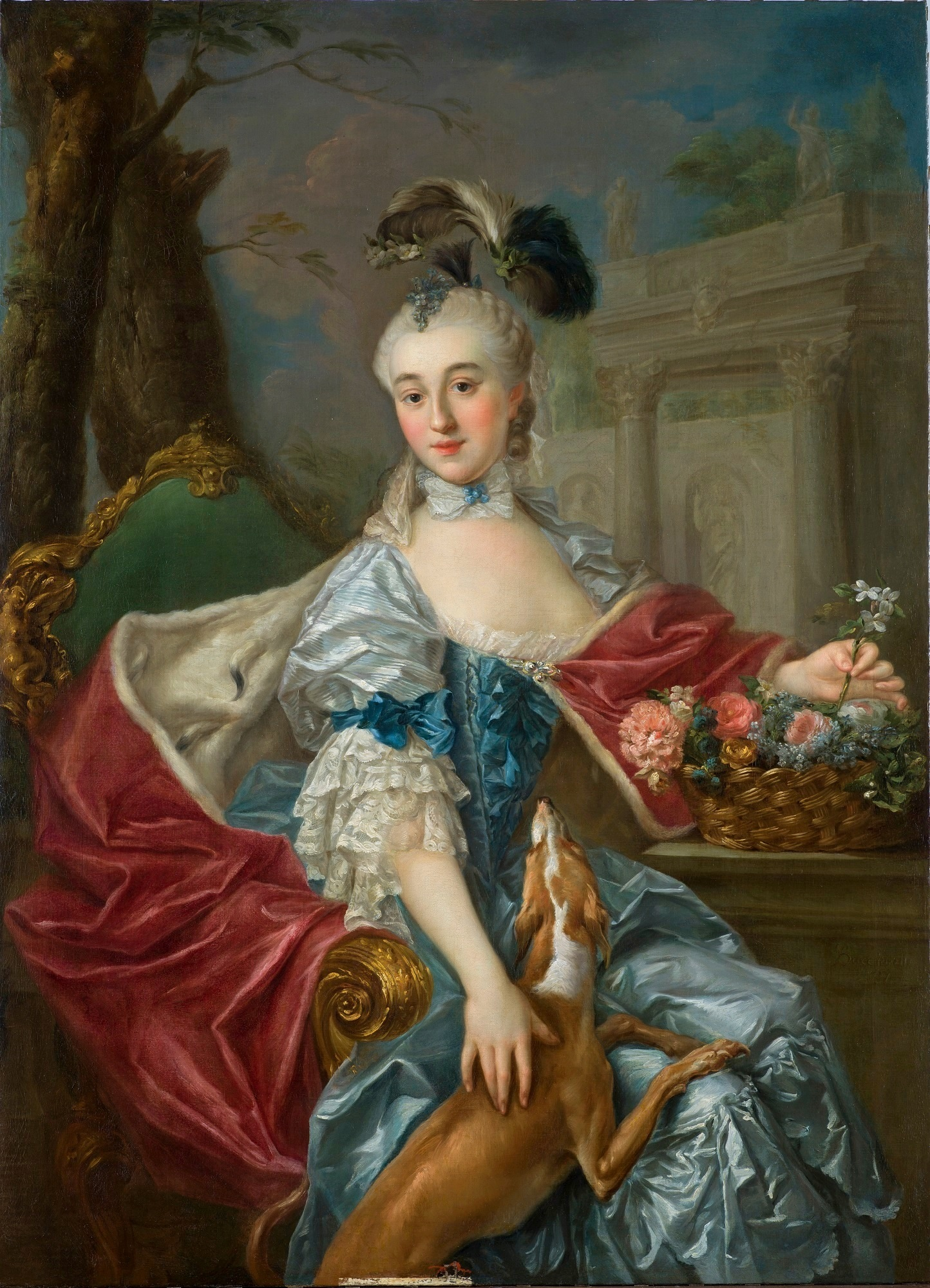
A Marquesa AzulPor Marcello Bacciarelli, 1757

Izabela era filha do príncipe August Aleksander Czartoryski, um político influente, e de Maria Zofia Sieniawska, viúva de Stanislaw Ernest Denhoff. A morte do primeiro marido da mãe de Izabela fez dela uma das mulheres mais ricas de seu tempo. Maria Zofia herdou, dentre outras muitas propriedades, o castelo medieval de Tenczyn em Rudno.
Na juventude, Izabela apaixonou-se pelo seu primo, Estanislau Augusto Poniatowski, mais tarde eleito Rei da Polônia como Estanislau II, mas não conseguiu casar-se com ele devido às objeções do seu pai, que o considerava não suficientemente rico ou influente.
Casou-se em 9 de junho de 1753 com o príncipe Stanislaw Lubomirski, com quem teve quatro filhas: Elżbieta (1755–1783), esposa de Ignacy Potocki; Aleksandra (1760–1836), esposa de Stanislaw Kostka Potocki; Konstancja (1761–1840), esposa de Severin Rzewuski; e Julia (1764–1794), esposa de Jan Potocki.
Após a morte de seu pai em 1782, Izabela herdou a enorme fortuna da família. No mesmo ano faleceu o seu marido e a partir de então ela administrou todo o patrimônio da família.
Em 1785 deixou a Polônia e viajou por toda a Europa. Ela inicialmente viveu principalmente na França, onde desenvolveu uma amizade íntima com a rainha Maria Antonieta, e com a eclosão da Revolução Francesa na Suíça. Posteriormente viveu em Viena, onde morreu em 25 de novembro de 1816.

### Impacto cultural
Devido à sua enorme riqueza, à sua educação e generosidade, e à sua aparência elegante e moderna, Izabela gozou de popularidade nos salões de Paris, Viena e Londres, bem como nas cortes reais e principescas. Ela estava constantemente cercada por importantes artistas, cientistas e políticos da época. Durante uma visita a cidade termal de Karlovy Var, Johann Wolfgang von Goethe entrou em contato com a princesa em 1785 e ficou tão fascinado por ela que estendeu sua estadia no local por uma semana. Thomas Jefferson, Madame de Boufflers e os pintores Jean-Baptiste Greuze e Jacques-Louis David frequentavam o seu salão em Paris. Uma amiga íntima da princesa polonesa era a princesa Elena Przezdziecka.
A princesa foi uma pessoa polêmica durante toda a vida: excêntrica, mal-humorada e deprimida; ela poderia ser extraordinariamente generosa, mas também egoísta e mesquinha.. Ela abriu escolas e hospitais e financiou médicos. Os deficientes e idosos foram obrigados a fazer pagamentos mensais; muitas vezes ele organizava a cobrança de despesas funerárias. Financiou também a formação de artistas talentosos, tais como Józef Brodowski e Louis Marteau.